# Université du Lac Tanganyika
L'université du Lac Tanganyika (ULT) est une institution privée d'enseignement supérieur située à Bujumbura, la capitale du Burundi.

## Historique
Le projet de création de l'ULT date de mars 1999 et avait pour principal objectif de former des cadres compétents, à même d'assurer le développement du secteur privé du pays (en matière agricole, industrielle, commerciale, etc.).

## Organisation
L'ULT est composée de quatre facultés et de deux instituts :

### Facultés
- Faculté des Sciences de Gestion et d'Économie Appliquée
- Faculté de Droit
- Facultés des Sciences Sociales, Politiques et Administratives
- Faculté d’Informatique

### Instituts
- Institut Supérieur d’Économie Appliquée
- Institut Supérieur d’Organisation et de Gestion des Filières Agro-Industrielles